# Axiom (platenlabel)
Axiom was een Amerikaans platenlabel. Het werd in 1989 opgericht door bassist Bill Laswell en was een onafhankelijk sublabel van Chris Blackwell's label Island Records.
Laswell kreeg van Blackwell een bepaald budget per jaar, waardoor de muzikant elk jaar een aantal albums kon uitbrengen die anders normaal gesproken nooit gemaakt zouden kunnen worden. In 1989 verkocht Blackwell Island Records aan PolyGram, maar hij bleef wel CEO. In 1997 verliet hij PolyGram en kort daarop werd deze onderneming verkocht aan Universal, die niet veel zag in Axiom en al snel de stekker eruit trok. Toen Blackwell Palm Pictures oprichtte kreeg Axiom een nieuw leven, maar Blackwell besteedde na enige tijd minder aandacht aan plaatopnames, waardoor Axiom weer inactief werd. In 2011 richtte Laswell een nieuw platenlabel op dat als de opvolger van Axiom kan worden gezien, M.O.D. Technologies.
Op het label kwamen platen uit van Ginger Baker, Ronald Shannon Jackson, gitarist Sonny Sharrock, saxofonist Henry Threadgill en Jonas Hellborg, alsook van Laswell's groepen Praxis en Material. Ook verscheen er wereldmuziek, van onder meer Simon Shaheen, L. Shankar, gnawa-muzikanten en bijvoorbeeld de Master Musicians of Jajouka uit Marokko. Gedurende de Palm Pictures-periode verscheen er werk van bijvoorbeeld Material en Tabla Beat Science (een groep van Bill Laswell en Zakir Hussain).